# Gunneràcies
Les gunneràcies (Gunneraceae) són una família d'angiospermes de l'ordre Gunnerales que consta de dos gèneres, Gunnera i Myrothamnus.
Són plantes herbàcies perennes amb una roseta de grans fulles. Presenten grans inflorescències amb moltes petites flors. Són plantes nadiues principalment de l'hemisferi sud (en regions circumpacífiques i Àfrica).